# Le Chemin de Paradis
Mythes et fabliaux
Le Chemin de Paradis est un livre de contes du journaliste et homme politique français Charles Maurras publié en 1895. Il s'agit du premier livre de Maurras.

## Présentation

### Structure
La publication originale est divisée en neuf contes. Cinq des contes ont été publiés antérieurement dans plusieurs périodiques. « Les Serviteurs » et « Le Jour des Grâces » sont respectivement publiés dans la Revue bleue le 30 avril 1892 et le 10 décembre 1892. « Le Miracle des Muses » et « La Consolation de Trophine » sont écrits chacun dans la Revue hebdomadaire le 25 février 1893 et le 7 juin 1894. Le conte « La Bonne Mort » est publié dans La Cocarde  des 15, 17, 18 et 19 novembre 1894,,. Ce dernier conte est dédié à Maurice Barrès tandis que le livre est dédié à Frédéric Amouretti. 
La préface est quant à elle datée de 1894.

### Analyse
Le « Chemin de Paradis » est un chemin qui longe l'étang de Caronte et sur lequel s'ouvre la maison familiale de Maurras.
Le Chemin de Paradis est pensé comme « un antidote aux dérèglements intellectuels et moraux du romantisme et de ses postérités ».
D'après Philippe Ariès, les textes sont empreints d'un « hellénisme d'époque, celui de Renan et de Leconte de Lisle ». Les thèmes évoqués dans ces contes sont la « résonance nietzschéenne, le surhomme et la dérision de la charité chrétienne qui exalte les faibles et les voue à la démesure, tandis que la piété antique, en les maintenant à leur place dans l'harmonie universelle, leur assurait au contraire un paisible bonheur ».

Il s'agit d'un livre consacré à la mort avec sept contes centrés sur ce thème. 

« Dans ces contes, Maurras a voulu montrer que la volupté était mortelle : au-delà du moment de la plénitude divine de la joie, de l'amour, de la beauté, qui est aussi connaissance, l'homme n'a d'autre choix qu'entre la mort harmonieuse, et la déchéance laide, douloureuse. Parvenu à cette plénitude, il incline dont à « l'éternel repos », « l'enviable tranquillité ». »

— Philippe Ariès
Devant le caractère polémique de certains passages, Maurras préfère épurer la seconde édition.

## Autour du livre
Marcel Proust déclare son admiration pour ce livre.
Selon Philippe Ariès, l'ouvrage « serait resté dans l'oubli [...] si quelques théologiens ne l'avaient malicieusement exhumé pour l'utiliser comme arme de guerre dans les manœuvres qui ont précédé la condamnation pontificale de l'Action française ». Le 20 décembre 1926, le pape Pie XI ordonne la rupture des catholiques avec l'Action française et publie le décret de la congrégation de l'Index du 29 janvier 1914 qui condamne sept œuvres de Maurras dont Le Chemin de Paradis. À la suite de cela, Maurras retranche entièrement « La Bonne Mort » dans sa réédition de 1927. Il regrette ce livre mais ne le renie absolument pas, préférant ôter certains passages et commenter ses contes.